# Psilochorus simoni
Psilochorus simoni là một loài nhện trong họ Pholcidae. Loài này có nguồn gốc Hoa Kỳ và Châu Âu. Ở những nơi khác nó là loài được du nhập.

## Đồng âm
- Physocyclus simoni - Berland, 1911